# Берестовий ентомологічний заказник
Ентомологічний заказник «Берестови́й» — об'єкт природно-заповідного фонду Харківської області, ентомологічний заказник місцевого значення.
Розташований біля сіл Привілля та Надеждівка Лозівського району.
Загальна площа — 3,0 га.
Заказник утворений рішенням № 562 Харківського обласного виконкому від 3 грудня 1984 року.
Відповідальний за охорону — Надеждівська сільська рада.

## Опис
Заказник розташований на південний захід від села Привілля, на схилах і дні яружно-балкової системи.
Положення в системі природно-ландшафтного районування — лесові сильно розчленовані схили височин і височинні рівнини з чорноземами звичайними малогумусними, ярами та балками, врізаними до кристалічних порід.
Ґрунти — чорноземи.
Категорія земель — землі сільськогосподарського призначення — пасовища.

### Флора
Рослинність представлена справжніми і лучними степами, а також водно-болотними угрупуваннями. Найбільшу цінність мають рідкісні степові рослинні угрупування, занесені до Зеленої книги України, рідкісні, зникаючі та лікарські види рослин.
До рослинного комплексу заказника належать:
- рідкісні види, занесені до:
  - Червоної книги України: ковила волосиста, ковила найкрасивіша, ковила Лессінга;
  - Червоного списку Харківської області: анемона лісова, астрагал пухнастоцвітий, барвінок трав'янистий, вечорниці плакучі (Hesperis tristis), кермечник татарський, горицвіт волзький, ломиніс цілолистий, мигдаль степовий (бобчук), півники солелюбні;
- види цінних лікарських рослин: болиголов плямистий, деревій майже звичайний (Achillea submillefolium Klok. et Krytzka), звіробій звичайний, ожина сиза, собача кропива п'ятилопатева, суниці зелені, фіалка запашна, цмин пісковий, чебрець Маршаллів, шипшина щитконосна;
- рідкісні рослинні угрупування, занесені до Зеленої книги України: формації мигдалю низького, ковили Лессінга, ковили волосистої, ковили найкрасивішої;
- рідкісна для Харківської області формація грудниці волохатої.

### Фауна
Фауна заказника налічує понад 120 видів.
У заказнику зберігся комплекс рідкісних видів степових комах, трофічно і топічно пов'язаний з цілинними рослинними асоціаціями.
Ентомологічна фауна представлена одиночними бджолами (галікти, андрени, евцери, дазиподи, мелітта), джмелями, осами, наїзниками, метеликами.
До тваринного комплексу заказника належать рідкісні види, що занесені до:
- Європейського Червоного списку: дибка степова, мурашиний лев звичайний;
- Червоної книги України: стафілін волохатий, вусач земляний хрестоносець, дибка степова, махаон, совка сокиркова, джміль вірменський, підорлик великий;
- Червоної книги Харківської області: карапузик степовий (Pachylister inaequalis), жайворонок степовий.

У заказнику мешкають види комах, які ще донедавна були в Червоній книзі України та вилучені з неї в 2009 році, бо їх популяції були відновлені до безпечного рівня: сколія степова (Scolia hirta), рофітоїдес сірий (Rhophitoides canus).
На території заказника поширені види тварин, які в 2001 році були включені до Переліку регіонально рідкісних видів тварин для Харківської області: богомол звичайний, кобилка степова (Euchorthippus pulvinatus), чорнотілка азіда (Asida lutosa), тімарха підмаренникова (Timarcha coriaria), жовтянка степова (Colias erate), бджола-номія різнонога (Nomia diversipes), меліта заяча (Melitta leporina), тахіна велика (Tachina grossa). Згодом ці види у видання Червоної книги Харківської області (2013 рік) вже не потрапили.

## Заповідний режим
Мета створення заказника:
- збереження та відновлення чисельності видів ентомофауни — представників степу, занесених до Європейського Червоного та обласного списків;
- збереження рослинності справжніх та лучних степів, водно-болотних рослинних угрупувань, які занесені до Зеленої книги України, лікарських видів рослин;
- підтримка загального екологічного балансу та забезпечення фонового моніторингу навколишнього природного середовища;

На території забороняється:
- проведення будь-якої господарської діяльності, яка може завдати шкоди заповідному об'єкту та порушити екологічну рівновагу;
- самочинна зміна меж, зміна охоронного режиму;
- знищення та зміна видового складу рослин, тварин, комах;
- геологорозвідувальні роботи, розорювання земель, будь-яке порушення ґрунтового покриву, видобування корисних копалин, будівництво, забруднення території;
- меліоративні та будь-які інші роботи, що можуть привести до зміни гідрологічного режиму території заказника;
- заготівля лікарських рослин та технічної сировини;
- збір рідкісних та занесених до Червоної книги України видів рослин, їх квітів і плодів;
- використання хімічних речовин для боротьби зі шкідниками та хворобами рослин;
- зберігання на території заказника (та в двокілометровій зоні навкруги) всіх видів пестицидів та агрохімікатів;
- організація місць відпочинку, розведення вогнищ;
- відвідування території заказника в період розмноження тварин і вигодівлі молоді (з травня до липня);
- прохід та проїзд автотранспорту через територію заказника поза межами доріг, стежок.
- інші види робіт, що можуть привести до порушення природних зв'язків та природних процесів, втрати наукової, господарської, естетичної цінності природного комплексу заказника.

Дозволені на території заказника систематичні спостереження за станом природного комплексу, проведення комплексних досліджень, заходи з екологічної освіти.